# 柿沼敏江
柿沼 敏江（かきぬま としえ、1953年? － ）は、日本の音楽学者、翻訳家。京都市立芸術大学名誉教授（西洋音楽史）。西洋音楽史専攻。専門はアメリカ音楽、現代音楽。

## 経歴
静岡県生まれ。国立音楽大学音楽学部楽理科卒業後、お茶の水女子大学大学院人文科学研究科修士課程修了。お茶の水女子大学大学院在学中に、現代音楽祭「パン・ムジーク・フェスティヴァル」の音楽評論のコンクール「アドホック・クリティック」で、第1位「音楽之友社賞」を受賞。
その後、カリフォルニア大学サンディエゴ校音楽学部博士課程に進学、理論実験（Theoretical Experimental）コースを専攻。1989年、ハリー・パーチの創作楽器に関する研究で博士号（音楽学Ph.D.）を取得。
帰国後は、明治学院大学などで教鞭をとるとともに、『音楽芸術』、『読売新聞』、『フィルハーモニー』、『アサヒ・イヴニング・ニュース』、『グラモフォン・ジャパン』などに執筆。アメリカの雑誌『EAR』や『ハイ・パフォーマンス』などにも寄稿した。多様化する現代の音楽状況について研究を続けている。京都市立芸術大学音楽学部教授をへて、2019年定年となり、名誉教授。
2011年、ミュージック・ペン・クラブ賞をアレックス・ロス著『20世紀を語る音楽』（みすず書房）の翻訳で受賞。2020年11月10日には、第30回吉田秀和賞を『〈無調〉の誕生　ドミナントなき時代の音楽のゆくえ』で受賞した。
作曲家の藤枝守は夫。

## 著書
- 『アメリカ実験音楽は民族音楽だった 9人の魂の冒険者たち』（フィルムアート社） 2005
- 『〈無調〉の誕生 ドミナントなき時代の音楽のゆくえ』（音楽之友社） 2020.2

## 主要訳書
- 『ルー・ハリソンのワールド・ミュージック入門』（ルー・ハリソン、共訳、ジェスク音楽文化振興会） 1993
- 『サイレンス』（ジョン・ケージ、水声社） 1996
- 『アメリカン・ニュー・ミュージック 実験音楽、ミニマル・ミュージックからジャズ・アヴァンギャルドまで』（エドワード・ストリックランド、米田栄共訳、勁草書房） 1998
- 『カルチュラル・アイデンティティの諸問題』（林完枝, 松畑強共著、スチュアート ホール, ポール ドゥ・ゲイ共編、宇波彰, 佐復秀樹共訳、大村書店） 2000
- 『サウンディング・スペース 9つの音響空間』（畠中実, 柴俊一編、アルフレッド・バーンバウム共訳、NTT出版） 2003
- 『アメリカン・ルーツ・ミュージックの探求』（アラン・ローマックス、みすず書房、アラン・ローマックス選集） 2007
- 『20世紀を語る音楽』（アレックス・ロス、みすず書房） 2010
- 『これを聴け』（アレックス・ロス、みすず書房） 2015
- 『ジョン・ケージ伝 新たな挑戦の軌跡』（ケネス・シルヴァーマン、論創社） 2015